# Boblihinchuvalli, Tirthahalli
Boblihinchuvalli là một làng thuộc tehsil Tirthahalli, huyện Shimoga, bang Karnataka, Ấn Độ.